# بخش دهرم
بخش دهرم یکی از بخش‌های شهرستان فراشبند در استان فارس ایران است.

## تقسیمات کشوری
- بخش دهرم
  - دهستان دهرم
  - دهستان دژگاه

## جمعیت
بنابر سرشماری مرکز آمار ایران، جمعیت بخش دهرم شهرستان فراشبند در سال ۱۳۹۵ برابر با ۸٬۹۴۷ نفر بوده است.